# La Laguna (Veraguas)
La Laguna es un corregimiento del distrito de Calobre en la provincia de Veraguas, República de Panamá. La localidad tiene 774 habitantes (2010).